# Caisse nationale de sécurité sociale des agents publics de l’État
Pour les articles homonymes, voir Caisse nationale de sécurité sociale.

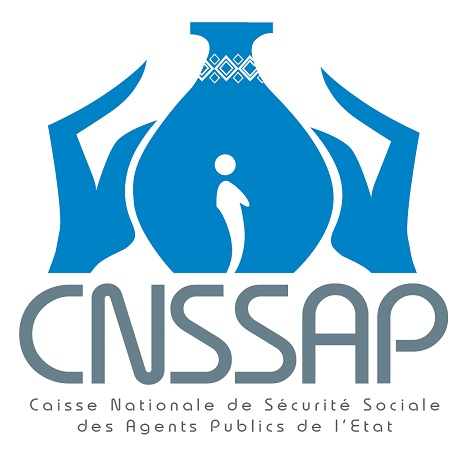
Caisse nationale de sécurité sociale des agents publics de l'État

La Caisse nationale de sécurité sociale des agents publics de l’État (abrégé en CNSSAP) est un établissement public à caractère administratif et social qui a été créé pour organiser et gérer les prestations de sécurité sociale des agents publics de l’État dans un régime contributif, en République démocratique du Congo. La CNSSAP est la première institution publique en RDC certifiée conforme à la norme internationale ISO 9001 relative au système de management de la qualité.
L’acte de création de la CNSSAP est le Décret n° 15/031 du 14 décembre 2015. En sus, la CNSSAP est régie par les dispositions de la Loi n° 008/2008 du 07 juillet 2008 portant dispositions générales applicables aux établissements publics. Par ailleurs, une autre loi figure parmi les soubassements juridiques du fonctionnement de cette institution, il s’agit de la Loi n°16/013 du 15 juillet 2016 portant statut des agents de carrière des services publics de l’État. Cette dernière dispose la gestion des prestations de sécurité sociale des agents publics de carrière dits « fonctionnaires » par la CNSSAP. Avec ces textes et bien d’autres la CNSSAP fonctionne sous peu sous la tutelle du ministère de la Fonction publique.

## Objet et mission
La Objet et mission	Modifier
La CNSSAP a pour objet l’organisation et la gestion des prestations de sécurité sociale couvrant la branche des pensions pour les prestations d’invalidité, de vieillesse et des survivants ainsi que la branche des risques professionnels pour les prestations en cas d’accident du travail et de maladie professionnelle mais elle pourra également couvrir toute branche instituée par son Conseil d’administration après avis du Ministre ayant la Fonction publique dans ses attributions.
Pour ce qui est de sa mission, la CNSSAP devra recouvrer les cotisations sociales des agents et de l’État employeur, servir les prestations de sécurité sociale, servir les prestations pour le compte des tiers, placer au mieux les excédents financiers et à terme, contribuer au développement socioéconomique de la République démocratique du Congo[4].

## Les assujettis
Aux termes du décret créant la CNSSAP, les assujettis au régime de sécurité sociale organisé par elle sont les agents de carrières des services publics de l’État, les militaires, les policiers, les magistrats, les enseignants, les fonctionnaires contractuels de l’État, les stagiaires et les apprentis liés par un contrat d’apprentissage qui intègrent l’administration publique. Cependant, l’arsenal juridique du pays ne disposant pas d’une Loi spéciale sur la sécurité sociale, en plus du fait que les autres catégories d’agents publics que ceux de carrière étant déjà soumis à des statuts spécifiques gérant leur couverture sociale, la CNSSAP n’aura pour population cotisante à l’entame de ses activités que les agents de carrière dits « fonctionnaires ».

## Organisation et fonctionnement
La CNSSAP est constitué de trois organes principaux, il s’agit du Conseil d’administration, de la Direction générale et du Collège des Commissaires aux comptes.
Le Conseil d’administration détermine les orientations de l’action de la CNSSAP et prend toutes les décisions nécessaires à la réalisation de son objet et à sa bonne administration. Il a entre autres pour rôle la définition de la politique générale de l’institution, l’adoption de son règlement d’ordre intérieur, de son cadre organique et du statut de son personnel.
La Direction générale quant à elle est composée d’un Directeur général et de deux Directeurs généraux adjoints, l’un chargé des questions administratives et juridiques, l’autre pour les questions techniques et financières. Ensemble, ils ont en mains la gestion quotidienne de la CNSSAP. Enfin, le Collège des Commissaires aux comptes a pour rôle le contrôle des opérations financières de la CNSSAP.

## Les métiers de la CNSSAP
Les principaux métiers exercés au sein de la CNSSAP sont réunis au niveau de sa Direction de l’Exploitation. Il s’agit de l’immatriculation des assujettis, la retenue des cotisations et le paiement des prestations. L’immatriculation désigne l’opération administrative par laquelle la CNSSAP enregistre ses assujettis dans ses livres et leur accorde une carte de sécurité sociale comportant un numéro de sécurité sociale unique et définitif, l’immatriculation figure au départ de l’ouverture des droits aux prestations pour l’assuré social. La retenue des cotisations est le mécanisme par lequel la CNSSAP recouvre à la source les contributions à titre de cotisations auprès des agents publics actifs et auprès de l’État-employeur. Enfin, le paiement des prestations de retraite, pour inaptitude physique ainsi que les rentes de survie au conjoint survivant et aux orphelins d’un agent public décédé. Parmi les produits phares de la CNSSAP mis au profit de ses assurés, l'on compte l'application mobile dénommée CotizApp, première application mobile destinée à l'agent public en RDC .

## Les partenaires
Dans le cadre du début de ses activités et son expansion, la Caisse nationale de sécurité sociale des agents publics de l'État a bénéficié de l’appui technique et financier de la Banque mondiale à travers le Projet de reforme et de rajeunissement de l’administration publique. Le gouvernement de la République démocratique du Congo est également un partenaire non négligeable à travers ses subventions d’équilibre pour permettre l'effectivité du lancement des activités métiers, principalement le paiement des prestations sociales en faveur des agents publics et de leurs familles.